# Kyffhäusers voetbalkampioenschap 1925/26
In 1925/26 werd het negende Kyffhäusers voetbalkampioenschap gespeeld, dat georganiseerd werd door de Midden-Duitse voetbalbond. BSC Sangerhausen werd kampioen, maar het was vicekampioen Nordhausen dat zich plaatste voor de Midden-Duitse eindronde. De club verloor meteen van FC Preußen 1909 Langensalza.
Dit jaar was ook een aparte eindronde voor vicekampioenen waar kampioen Sangerhausen zich dan voor plaatste. De club had een bye in de eerste ronde en versloeg dan SpVgg 04 Thale en verloor dan van Cricket-Viktoria Magdeburg. 

## Gauliga
| Plaats | Club                          | Wed. | W  | G | V  | Saldo | Ptn.  |
| ------ | ----------------------------- | ---- | -- | - | -- | ----- | ----- |
| 1.     | BSC 1907 Sangerhausen         | 18   | 14 | 2 | 2  | 67:16 | 30:6  |
| 2.     | SV Wacker 1905 Nordhausen     | 18   | 14 | 1 | 3  | 56:23 | 29:7  |
| 3.     | SpVgg 1919 Eisleben           | 18   | 12 | 1 | 5  | 39:22 | 25:11 |
| 4.     | SpVgg Preußen 1905 Nordhausen | 18   | 8  | 2 | 8  | 40:35 | 18:18 |
| 5.     | SC Schwarzburg-Sondershausen  | 18   | 8  | 2 | 8  | 31:34 | 18:18 |
| 6.     | VfB 1909 Eisleben             | 18   | 8  | 1 | 9  | 40:36 | 17:19 |
| 7.     | FC 1911 Heiligenstadt         | 18   | 4  | 8 | 6  | 28:34 | 16:20 |
| 8.     | SC Olympia Nordhausen         | 18   | 5  | 2 | 11 | 21:41 | 12:24 |
| 9.     | VfB 1906 Sangerhausen         | 18   | 5  | 1 | 12 | 32:56 | 11:25 |
| 10.    | VfR Dingelstädt               | 18   | 1  | 2 | 15 | 15:72 | 4:32  |

|  | Kampioen, geplaatst voor Midden-Duitse eindronde voor vicekampioenen |
|  | Geplaatst voor Midden-Duitse eindronde                               |
|  | Degradatie                                                           |